# 皇家海軍醫院 (香港)
皇家海軍醫院（英語：Royal Naval Hospital）是昔日英國皇家海軍於香港所設的醫療設施。皇家海軍醫院於1841年建於威靈頓軍營，後因颱風摧毀而使醫院需移至帆船上運作。1873年，皇家海軍醫院返回岸上，與海員醫院一同運作，其後遷至醫院山，直到二戰期間再次被摧毀。
香港重光後，皇家海軍醫院先短暫地佔用瑪麗醫院的兩個樓層，1946年則搬遷至國殤療養院，直到1956年關閉。此後，香港的海軍醫療服務被轉移到九龍的英軍醫院。